# Peter Daniel
Peter William Daniel (Kingston upon Hull, 12 dicembre 1955) è un allenatore di calcio ed ex calciatore inglese, di ruolo centrocampista.

## Carriera

### Giocatore

#### Club
Esordisce tra i professionisti all'età di 18 anni con l'Hull City, club della sua città natale, militante nella seconda divisione inglese; trascorre cinque stagioni consecutive con le Tigers, tutte in questa categoria, totalizzando complessivamente 113 presenze e 9 reti in partite di campionato; nell'estate del 1978 viene ceduto al Wolverhampton, club di prima divisione: tra il 1978 ed il 1984 trascorre sei stagioni consecutive con i Wolves, tutte in prima divisione ad eccezione della stagione 1982-1983, trascorsa in seconda divisione dopo la retrocessione della stagione 1981-1982 e terminata con una promozione; dopo un'ulteriore retrocessione in seconda divisione, nell'estate del 1984 lascia il club, con cui nella stagione 1979-1980 aveva inoltre vinto una Coppa di Lega, giocandone da titolare la finale.
Nel 1984 gioca 14 partite nella NASL con i Minnesota Strikers, per poi tornare in patria al Sunderland: rimane ai Black Cats per tre stagioni, perdendo la finale di Coppa di Lega nella stagione 1984-1985 e giocandovi 34 partite in prima divisione. Nel novembre del 1985 va a giocare in quarta divisione al Lincoln City, che al termine della stagione 1985-1986 diventa il primo club nella storia del calcio inglese ad uscire dalla Football League mediante un formale meccanismo di promozioni e retrocessioni e non attraverso il processo di elezione. L'anno seguente vince comunque la Conference League (quinta divisione e più alto livello calcistico inglese al di fuori della Football League), tornando così subito in quarta divisione: nel marzo del 1987 diventa anche allenatore del club, ruolo che mantiene fino a fine stagione.
Nell'estate del 1987 si dimette e va al Burnley, in quarta divisione, dove gioca per due stagioni (con complessive 41 presenze) per poi ritirarsi nell'estate del 1989 all'età di 34 anni.

#### Nazionale
Tra il 1977 ed il 1978 ha segnato una rete in 7 presenze con la nazionale inglese Under-21.

### Allenatore
Nel 1987 per un breve periodo è stato anche allenatore del Lincoln City. In seguito ha allenato per più di vent'anni a livello semiprofessionistico in vari club delle serie minori inglesi.

## Palmarès

### Giocatore

#### Competizioni nazionali
- Coppa di Lega inglese: 1

Wolverhampton: 1979-1980
- Conference League: 1

Lincoln City: 1986-1987

### Allenatore

#### Competizioni nazionali
- Conference League: 1

Lincoln City: 1986-1987

#### Competizioni regionali
- Northern Counties East Football League: 1

Winterton Collieries: 2007-2008
- Northern Counties East Football League Division One: 1

Winterton Collieries: 2006-2007
- East Riding Senior Cup: 1

North Ferruby United: 1990-1991